# Ольшанка (верхний приток Сулы)
Ольшанка (укр. Вільшанка) — левый приток реки Сула, протекающий по Лебединскому и Недригайловскому районам Сумской области Украины.

## География
Длина — 15 км. Площадь водосборного бассейна — 110 км².
Река течёт с юго-востока на северо-запад, в основной протекая по Недригайловскому району, а в Лебединском районе расположен исток и незначительная часть реки. Река берёт начало на территории Лебединского района в нескольких километрах южнее села Саево (Недригайловский район). Впадает в реку Сула на северной окраине села Ольшана (Недригайловский район).
Долина шириной до 2 км. Верховья реки летом пересыхают. На реке в верхнем течении есть несколько маленьких прудов. В пойме реки расположены небольшие заболоченные участки с тростниковой и луговой растительностью (основной массив у села Тимченки).

## Населённые пункты
Населённые пункты на реке от истока к устью:
- Недригайловский район: Саево, Тимченки, Ольшана.